# Sønder Vilstrup Kirke
Sønder Vilstrup Kirke er en kirke 1 km vest for landsbyen Sønder Vilstrup og 200 m øst for Sønderjyske Motorvej nord for Motorvejskryds Kolding. Kirken er opført i kvader, kamp og frådsten. våbenhuset er sengotisk med en romansk ligsten over døren. 

## Inventar
Kirken har en korbuekrucifiks, som er fra omkring 1500. Altertavlen er fra 1666 med et maleri fra 1872. Prædikestolen er fra 1600-tallet. I døbefonten ligger der et fad med den norske løve fra ca. 1660.